# Рюдзодзи Масаиэ
Рюдзодзи Масаиэ (яп. 龍造寺 政家, 1556 — 21 ноября 1607) — японский военачальник и даймё периодов Сэнгоку и Эдо, глава рода Рюдзодзи.

## Биография
Старший сын Рюдзодзи Таканобу, даймё провинции Хидзэн, и дочери Рюдзодзи Иэкадо. В 1561 году на церемонии своего совершеннолетия он получил первый иероглиф своего взрослого имени Сигэтомо (鎮賢) от Отомо Ёсисигэ, даймё из соседней провинции Бунго. Позже он сменил своё имя на Хисаиэ (久家), а затем на Масаиэ (政家).
В 1578 году Таканобу передал семейное главенство Масаиэ, но преемственность была только формальной, в то время как Таканобу продолжал сохранять свою власть в политических и военных делах. В 1584 году, после того как Арима Харунобу изменил Рюдзодзи, Таканобу приказал Масаиэ подчинить род Арима. Однако, поскольку его законной женой была из рода Арима и неохотно соглашалась на это, Таканобу сам отправился покорять Ариму, а Масаиэ остался для защиты. В разгар этого нападения на Ариму Таканобу был убит в битвы при Окитанаватэ.
После смерти отца Масаиэ вёл государственные дела вместе со своей бабушкой Кэйгин-ни, но вскоре прошёл слух, что род Симадзу собирается напасть, и дядя Масаиэ, Рюдзодзи Нобутика, посоветовавшись с главными вассалами, отозвал Набэсиму Наосигэ из Янагавы. Тем не менее, в результате поражений Рюдзодзи и смерти Таканобу, власть Симадзу расширилась до Тикудзэн и Тикуго, и Масаиэ, не способный сопротивляться, сдался роду Симадзу.
В результате завоевания Кюсю армией Тоётоми Хидэёси Масаиэ получил официальное признание своих прав на семь уездов в провинции Хидзэн, составляющих феодальное владение в 309 902 коку, однако, официальная печать была адресована его сыну Рюдзодзи Такафусе. Среди этих земельных владений Набэсима Наосигэ был награждён 30 000 коку (вместе со своим сыном Набэсимой Кацусигэ, всего 44 500 коку), и Хидэёси приказал Набэсиме взять на себя управление государственными делами от имени Масаиэ. В 1588 году Масаиэ получил фамилию Хасиба и Тоётоми.
В 1590 году из-за болезни Масаиэ ушёл на покой, а в 1591 году он усыновил Набэсиму Наосигэ и, в свою очередь, Наосигэ усыновил Такафусу, получив фамилию Хасиба. Во время битвы при Сэкигахаре Рюдзодзи присоединились к Западной армии. Набэсима Кацусигэ находился в главном подразделении Западной армии во время штурмов замков Фусими и Аноцу. Из-за его нападения на Татибану Мунэсигэ из Западной армии после войны Рюдзодзи сохранили права на свои земельные владения.
В 1607 году сын Масаиэ, Такафуса, будучи заложником в Эдо, зарезал свою жену и попытался покончить с собой. Масаиэ умер в том же году из-за ослабевшего от стресса здоровья, ознаменовав конец основной ветви рода Рюдзодзи как семьи даймё.
После смерти Такафусы род Набэсима был официально признан бакуфу владельцем территорий в 357 000 коку, унаследовав земли Рюдзодзи, в рамках княжества Сага.
Рюдзодзи Масаиэ является синтоистским божеством почитаемым в храме Сага-дзиндзя в Саге.

## Семья
Рюдзодзи Масаиэ был женат на дочери Аримы Ёсисады.
Дети от неизвестной матери:
- Рюдзодзи Такафуса, четвёртый сын
- Хата Ятаро
- Мурата Ясуёси
- Сано Масаёси
- Инудзука Иэсигэ
- Ясухимэ, жена Мори Кацунаги
- Сёка-ин, жена Исахаи Наонори
- жена Набэсимы Такааки